# Tamara Vonta
Tamara Vonta (ur. 13 grudnia 1970 w Brežicach) – słoweńska dziennikarka i polityk. Członkini Zgromadzenia Państwowego Słowenii w latach 2011–2013 i ponownie od 2022 roku.

## Życiorys
Vonta urodziła się 13 grudnia 1970 roku w Brežicach, na terenie Jugosławii.

### Edukacja i kariera zawodowa
Ukończyła szkołę podstawową w swoim rodzinnym mieście Krško, a gimnazjum w Brežicach. Ukończyła studia z dziennikarstwa na Uniwersytecie Lublańskim.
Przez 20 lat pracowała jako dziennikarka i prezenterka w słoweńskich gazetach i stacjach radiowych. Była jedną z pierwszych pracowników stacji POP TV, gdzie pracowała w latach 1995–2011. W 2004 roku pracowała jako nauczycielka w szkole podstawowej. W latach 2005–2013 wykładała dziennikarstwo na Inštitut in akademija za multimedije w Lublanie, a w 2009–2014 na Univerza v Novi Gorici.

### Działalność polityczna
W wyborach parlamentarnych w 2011 roku została członkinią Zgromadzenia Państwowego Słowenii z list Pozytywnej Słowenii Zoran Jankovića. Została przewodniczącą Komisji ds. Petycji, Praw Człowieka i Równych Szans.
W 2013 roku została mianowana na stanowisko sekretarza stanu w gabinecie Alenki Bratušek. Stanowisko pełniła od 1 kwietnia 2013 do 18 września 2014.
W wyborach samorządowe w 2014 roku bez powodzenia kandydowała na burmistrzynię Krška jako kandydatka niezależna. Została wybrana członkinią rady miasta kadencji 2014–2018. Od 1 lipca 2017 roku do 8 maja 2020 roku była dyrektorką generalną w słoweńskim ministerstwie kultury. W wyborach samorządowych w 2022 roku ponownie kandydowała na stanowisko radnej Krška.
W wyborach parlamentarnych w 2022 roku ponownie uzyskała mandat członkini Zgromadzenia Państwowego, tym razem z ramienia partii Ruch Wolności, która zwyciężyła w wyborach. Od 10 października 2022 jest delegatką Zgromadzenia Narodowego do Zgromadzenia Parlamentarnego Rady Europy (PACE) oraz przewodniczącą słoweńskiej delegacji. Dołączyła do klubu parlamentarnego Partii Porozumienia Liberałów i Demokratów na rzecz Europy. Od 21 stycznia 2023 do 26 stycznia 2025 roku była wiceprzewodniczącą (PACE).

### Pozostała działalność
W latach 2015–2017 była wolontariuszką w lokalnej bibliotece w Kršku.